# Red Nose (empresa)
Red Nose é uma empresa brasileira fabricante de calçados, roupas e óculos de sol, cuja marca é muito conhecida entre os praticantes de esportes radicais.
Foi criada em 1996, por Marcelo Leitão quando o idealizador da marca admirou-se ao ver um cão que escalava árvores, arrastava carros, etc. Procurou saber qual era a raça daquele cão e acabou conhecendo o american pit bull terrier da variedade red nose, uma raça até então pouco conhecida no Brasil.
O conceito Xtreme ganhou força nos esportes de ação considerados mais intensos, radicais, entre eles o jiu-jitsu, MMA e na sequência o surfe, skate, kaiak, paraquedismo, motocross, motor sports e outros se incorporaram ao time Red Nose Xtreme.  
Em 2002, antecipando uma tendência de mercado a marca aderiu ao sistema de licenciamento. É um case de sucesso no segmento de licenciamento. No Brasil, mais de 30 empresas têm a licença da marca. Com diversas linhas de produtos, como artigos esportivos, alimentos, bebidas, óculos, relógios, roupas, material escolar, bonés, mochilas, etc.
Em 2010 a Red Nose ficou ainda mais conhecida pelos calçados mais "adequados" para skate,e lançou modelos voltados para o mesmo com a intenção de popularizar seus calçados entre os praticantes skatistas. Hoje tem dois Pro Models assinados pelos profissionais Fábio Castilho e Rodolfo Ramos (Gugu).